# Famille de Philadelphie
La famille de Philadelphie, plus connue comme famille Scarfo (ou famille Bruno-Scarfo), est une organisation criminelle basée dans la ville de Philadelphie (Pennsylvanie) et l'une des 25 familles qui composent la mafia américaine plus connue sous le nom de Cosa nostra.

## Description
C'est une des plus puissantes familles de la Cosa nostra américaine après les Cinq familles de New York et l'Outfit de Chicago. La famille a une influence qui dépasse Philadelphie. Elle s'étend jusqu'à Atlantic City, South Jersey, Trenton, Camden, Chester, Delaware, Baltimore et Newark.
La famille Scarfo était connue pour l'usage excessif de la violence, cela est dû à une succession de parrains très violents. Le règne de l'ancien chef Nicky Scarfo est considéré comme l'un des plus sanglants de la mafia et la guerre entre Stanfa et Merlino durant les années 1990 est considérée comme la plus sanglante guerre mafieuse de ces dernières années. En dépit d'un nombre important d'informateurs, de mises en accusations et d'un grand nombre de meurtres, depuis les années 1980, la famille de Philadelphie a gardé un nombre quasi identique de membres ces trente dernières années. L'ascension récente du nouveau parrain Joseph Ligambi a eu pour effet de revitaliser la famille.

## Parrains de la famille de Philadelphie
- 1911–1931 : Salvatore Sabella (retiré ; meurt de cause naturelle en 1962).
- 1931–1936 : John « Nazzone/Big Nose » Avena (assassiné le 17 août 1936).
- 1936–1946 : Joseph « Joe Bruno » Dovi (meurt le 22 octobre 1946 de causes naturelles à l'hôpital de New York).
- 1946–1959 : Joseph « Joe » Ida (déporté en 1958).
- 1958–1959 : Antonio « Mr. Migs » Pollina (chef actif ; viré par la Commission).
- 1959–1980 : Angelo Bruno (1910–1980 ; assassiné par balles le 21 mars 1980).
- 1980–1981 : Philip « Chickenman » Testa (1924–1981 ; assassiné par l'explosion d'une bombe le 15 mars 1981).
- 1981–1991 : Nicodemo « Little Nicky » Scarfo (emprisonné à vie ; mort en janvier 2017 a l'âge de 87 ans).
- 1991–1994 : Giovanni « John » Stanfa (emprisonné à vie).
- 1994–1999 : Ralph Natale (figure de proue et chef ; emprisonné en 1998 et a fait défection en 1999).
- 1998–2001 : Joseph « Skinny Joey » Merlino (viré par la Commission en 2001).
- 2001–présent : Joseph « Skinny Joey » Merlino .